# Polyommatus sapphirus
Polyommatus sapphirus är en fjärilsart som beskrevs av Johann Wilhelm Meigen 1830. Polyommatus sapphirus ingår i släktet Polyommatus och familjen juvelvingar. Inga underarter finns listade i Catalogue of Life.